# Нелетичі

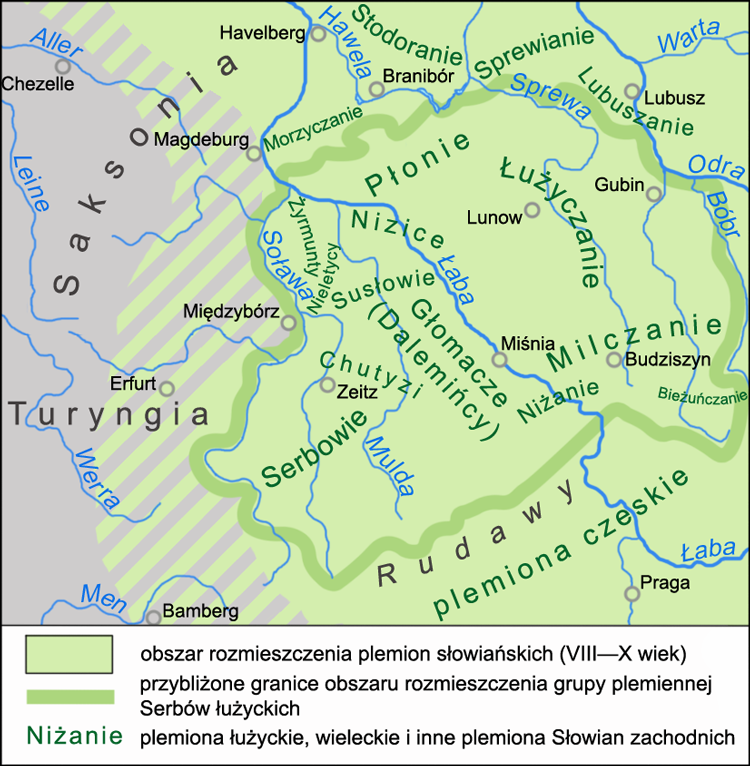
Нелетичі на карті

Нелетичі — західнослов'янське плем'я, яке входило в союз лужицьких сербів. Сусідами їх були хоболяни і стодоряни. Столицею племені нелетичі було місто Хоболін, зараз це сучасне німецьке місто Гафельберг. В 1134 році плем'я нелетичі було завайовано сакським герцогом Альбрехтом Ведмедем і онімечено.